# Craig Rice
Craig Rice, pseudonimo di Georgiana Ann Randolph Walker Craig (Chicago, 5 giugno 1908 – Los Angeles, 28 agosto 1957), è stata una scrittrice e sceneggiatrice statunitense, autrice di romanzi e racconti gialli.
Paragonata all'ironica scrittrice Dorothy Parker, fu definita la Dorothy Parker del racconto poliziesco.

## Biografia
Dopo aver cercato il successo con romanzi letterari, reportage giornalistici e tentativi musicali, divenne famosa a 31 anni con il personaggio John J. Malone, un avvocato semialcolizzato amante del sigaro e dagli abiti stropicciati. Scrittrice umoristica dalla fervida immaginazione, Craig è nota per il trio di personaggi costituiti dall'avvocato Malone, il romantico press agent Jake Justus e la sua fidanzata, la bella e stravagante ereditiera Helene Brand.

## Opere
- Eight Faces at Three (1939) - Contro la legge, Il Giallo Mondadori n. 111, 1951; I Capolavori del Giallo Mondadori n. 178; 1961)[1]
- The Corpse Steps Out (1940) - Justus, Malone & C., Il Giallo Mondadori n. 120; 1951[1]; ripubblicato come Il cadavere esce di scena, I Classici del Giallo Mondadori n. 708; 1994[1]
- The Wrong Murder (1940) - Una scommessa da vincere, Il Giallo Mondadori n. 2277; 1992[1]
- The Right Murder (1941) - Bentornato Malone!, I gialli del Secolo Casini n. 146; 1955[1]; ripubblicato come Una scommessa vinta, Il Giallo Mondadori n. 2289; 1992[1]
- The G-String Murders (1941) a firma Gypsy Lee Rose
- Trial by Fury (1941) - Giustizia sommaria, Il Giallo Mondadori n. 212; 1953[1]
- The Sunday Pigeon Murders (1942) - A colpi di coltello, Il Giallo Mondadori n. 192 (1955)[1]
- Mother Finds a Body (1942) a firma Gypsy Lee Rose
- The Big Midget Murders (1942) - Undici calze di seta, Il Giallo Mondadori n. 182, 1952; I Capolavori del Giallo Mondadori n. 194, 1962[1]
- Telefair (1942) - Ieri hai ucciso!, Gialli del Secolo Casini n. 172, 1955[1]
- Having Wonderful Crime (1943) - Lasciate fare a Malone, Gialli del Secolo casini n. 120, 1954[1]
- The Thursday Turkey Murders (1942) - Il tesoro di giovedì, Il Giallo Mondadori n. 125, 1951[1]
- Murder Through the Looking Glass (1943) a firma Michael Venning - Fantasma allo specchio, Gialli del Secolo Casini n. 61, 1953[1]
- Home Sweet Homicide (1944) - Giallo in famiglia, Il Giallo Mondadori n. 199, 1952; I Classici del Giallo Mondadori n. 397, 1982[1]
- Crime on My Hands (1944) a firma George Sanders, ma di Craig Rice e Cleve Cartmill
- Jethro Hammer (1944) a firma Michael Venning
- The Lucky Stiff (1945) - La donna ombra, Il Giallo Mondadori n. 147, 1951; I Capolavori del Giallo Mondadori n. 87, 1958[1]
- The Fourth Postman (1948) - I quattro portalettere, Il Giallo Mondadori n. 115, 1951[1]
- Innocent Bystander (1949) - Un complice innocente, Gialli del Secolo casini n. 178, 1955[1]
- My Kingdom for a Hearse (1957) - Il mio regno per un funerale, Gialli del Secolo Casini n. 278, 1957[1]
- Knocked for a Loop (1957) - Il Buddha di bronzo, Serie gialla Garzanti n. 127, 1958[1]
- The April Robin Murders (1958)  (incompiuto e portato a termine da Ed McBain) - La casa del morto, Serie gialla Garzanti n. 157; 1959[1]; ripubblicato come I delitti di April Robin, I Classici del Giallo Mondadori n. 487; 1985[1]
- The Name is Malone (1958)
- The Pickled Poodles (1960)
- People vs. Withers and Malone (1963)
- But the Doctor Died (1967) - Ma il dottore è morto, Spia contro spia Longanesi n. 41 (1971)[1]
- Murder, Mystery and Malone (2002)

## Filmografia

### Sceneggiatrice
- The Eddie Cantor Story, regia di Alfred E. Green (1953)